# Aphelandra
Aphelandra là chi thực vật có hoa trong họ Acanthaceae.

## Phân bố
Các loài trong chi này là bản địa châu Mỹ, từ Mexico về phía nam tới vùng nhiệt đới Nam Mỹ. Một vài loài du nhập vào Ascension, Bangladesh, Cuba, Cộng hòa Dominica, quần đảo Windward.

## Một số loài
- Aphelandra albinotata
- Aphelandra anderssonii
- Aphelandra attenuata
- Aphelandra aurantiaca (Scheidw.) Lindl.
- Aphelandra azuayensis
- Aphelandra bahiensis (Nees) Wassh.
- Aphelandra chamissoniana Nees
- Aphelandra chrysantha
- Aphelandra cinnabarina
- Aphelandra claussenii Wassh.
- Aphelandra colorata (Vell. Conc.) Wassh.
- Aphelandra decorata
- Aphelandra dodsonii
- Aphelandra galba
- Aphelandra guayasii
- Aphelandra gunnari
- Aphelandra harleyi Wassh.
- Aphelandra harlingii
- Aphelandra ignea (Schrader) Nees ex Steudel
- Aphelandra lineariloba Leonard
- Aphelandra madrensis Lindau
- Aphelandra marginata Nees & Martius
- Aphelandra maximiliana (Nees) Benth
- Aphelandra mildbraediana Leonard
- Aphelandra neesiana Wassh.
- Aphelandra nemoralis Nees
- Aphelandra loxensis
- Aphelandra nuda Nees
- Aphelandra obtusa (Nees) Wassh.
- Aphelandra obtusifolia (Nees) Wassh.
- Aphelandra paulensis Wassh.
- Aphelandra phaina
- Aphelandra phrynioides Lindau
- Aphelandra pulcherrima (Jacq.) Kunth - Loài điển hình.
- Aphelandra rigida
- Aphelandra rubra Wassh.
- Aphelandra sinclairiana Nees - Coral aphelandra
- Aphelandra squarrosa - Zebra plant
- Aphelandra stephanophysa
- Aphelandra sulphurea
- Aphelandra tetragona (Vahl) Nees
- Aphelandra tridentata
- Aphelandra zamorensis

## Hình ảnh

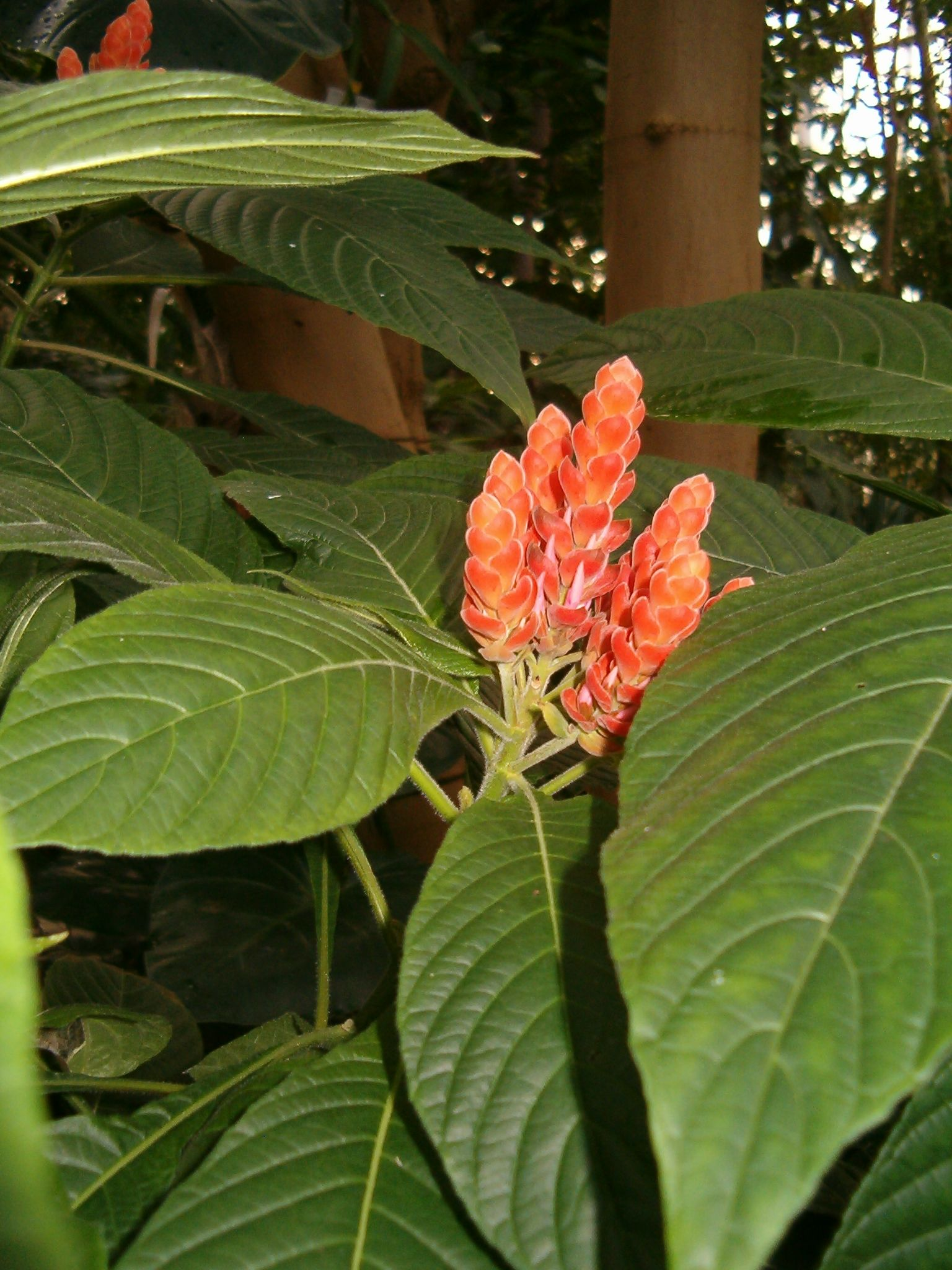
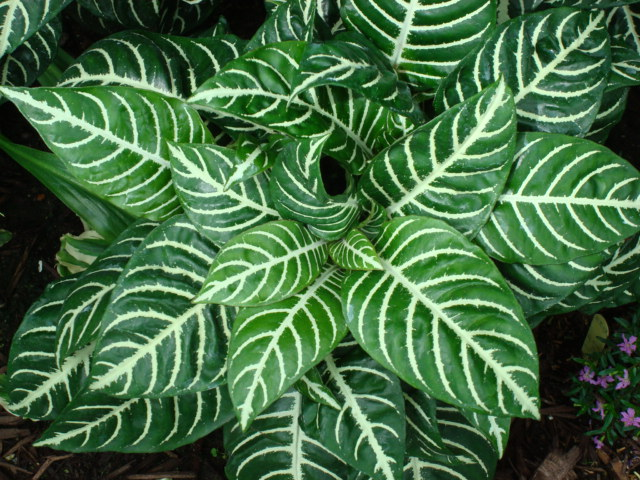
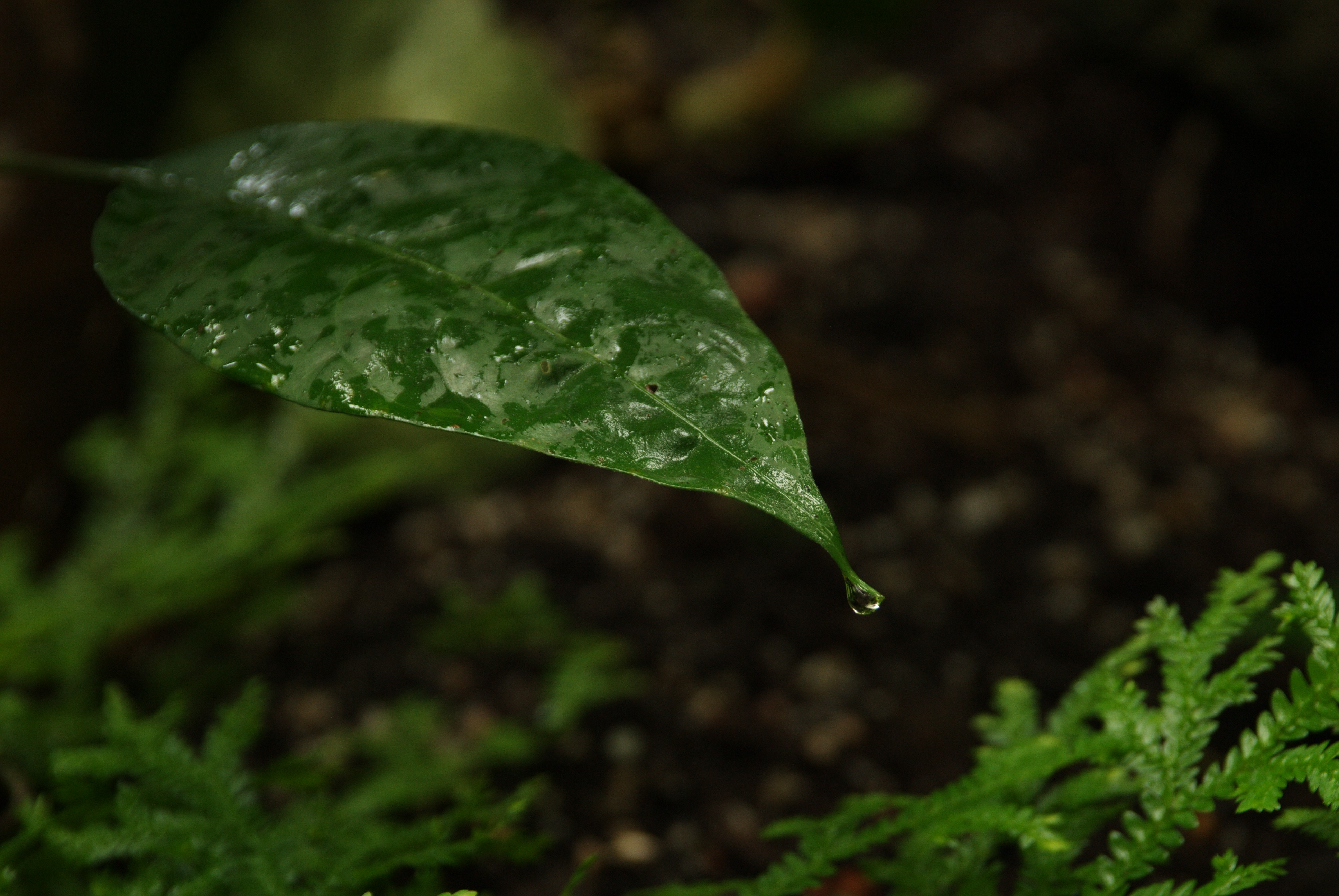
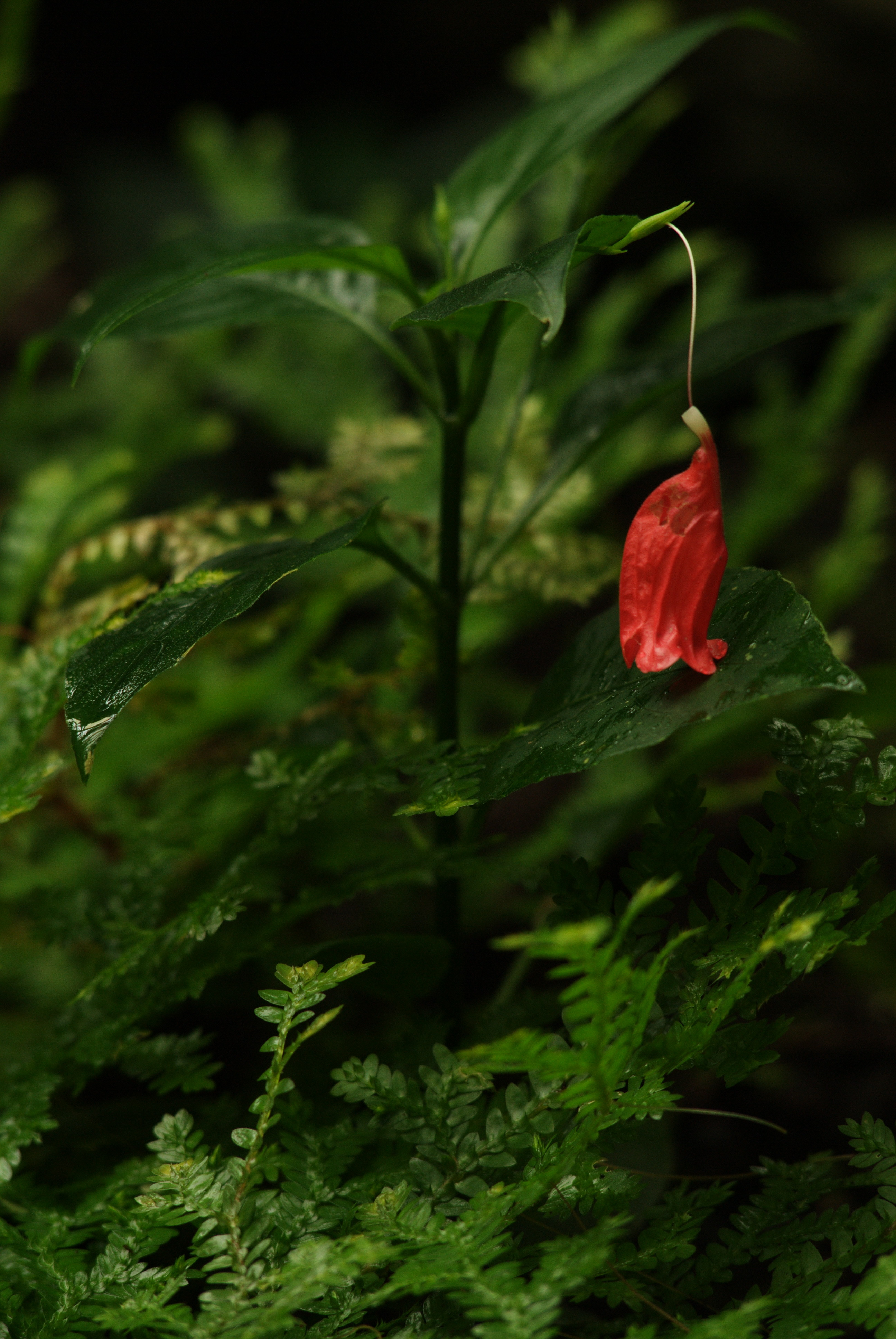